# Forcipomyia seminole
Forcipomyia seminole är en tvåvingeart som beskrevs av Wirth 1976. Forcipomyia seminole ingår i släktet Forcipomyia och familjen svidknott.
Artens utbredningsområde är Florida. Inga underarter finns listade i Catalogue of Life.